# Jota Trianguli
Jota Trianguli (ι Tri, förkortat Jota Tri, ι Tri) som är stjärnans Bayerbeteckning, är en kvadrupelstjärna belägen i den mellersta delen av stjärnbilden Triangeln. Den har en kombinerad skenbar magnitud på 4,95 och är synlig för blotta ögat där ljusföroreningar ej förekommer. Baserat på parallaxmätning inom Hipparcosuppdraget på ca 11,2 mas, beräknas den befinna sig på ett avstånd på ca 290 ljusår (ca 89 parsek) från solen.

## Egenskaper
Primärstjärnan Jota Trianguli A är en gul till vit jättestjärna av spektralklass G0 III.. Den har en radie som är ca 10 gånger större än solens och utsänder från dess fotosfär ca 93 gånger mera energi än solen vid en effektiv temperatur av ca 5 400 K. 
Båda komponenterna i Jota Trianguli är spektroskopiska dubbelstjärnor och det ljusare paret är variabelt. Den har även fått beteckningen TZ Trianguli som variabel stjärna. Variationerna beror på stjärnornas ellipsoidform när de roterar, och den klassificeras också som en RS Canum Venaticorum-variabel.